# Elizabeth Tripp
Elizabeth Tripp, född Leigh 1809, död 1899, var en australiensisk pedagog. Hon grundade och drev en av Australiens första undervisningsanstalter för undervisning av flickor i Melbourne, East Leigh, mellan 1859 och 1881.   
Elizabeth Tripp var född i Devonshire i England som dotter till juristen William Leigh, och gifte sig 1831 med sin kusin advokaten William Upton Tripp (d. 1873). Paret emigrerade till Victoria i Australien år 1850 med fem döttrar och en son. Efter att ha separerat från maken öppnade hon en flickskola i Melbourne 1859: skolan bytte adress vid flera tillfällen. Hon assisterades av sina döttar Mary, Margaret, Frances och Florence, men hade också ett antal lärare anställda. Sedan år 1850 förekom det många mer eller mindre tillfälliga flickskolor i Melbourne, ofta bestående av enbart en bildad kvinna som tog emot elever för att försörja sig under en period, men East Leigh var under sin verksamhetsperiod en framgångsrik och permanent institution. 
Tripp spekulerade också framgångsrikt i aktier.  